# Andrena sabulosa
L'Andrenide della sabbia (Andrena sabulosa (Scopoli, 1763) è un insetto apoideo della famiglia Andrenidae.

## Descrizione
Questo apoideo è molto somigliante ad una comune Apis mellifera ma con un corpo più snello; l'addome è quasi glabro, di colore marrone scuro, mentre il torace è ricoperto da una fitta peluria color ocra. Il capo è di colore nero con una rada peluria color ocra. 

Le femmine raggiungono una lunghezza di 13-14 mm, mentre i maschi sono leggermente più piccoli (10-12 mm).

## Distribuzione e habitat
Ha un ampio areale euro-asiatico.
In Italia è abbastanza comune in tutto il territorio.

## Biologia
Sono api comunitarie: le femmine utilizzano un nido scavato nel terreno con una entrata comune in cui ognuna però costruisce e approvvigiona le proprie celle.
Gli insetti adulti emergono dai nidi in primavera, i maschi in genere in leggero anticipo rispetto alle femmine. L'accoppiamento avviene talora subito dopo la fuoriuscita dal nido.

## Ecologia
Gli insetti del genere Andrena sono frequentemente chiamati in causa quali insetti impollinatori di orchidee del genere Ophrys. Tale relazione è legata ad una somiglianza chimica tra le secrezioni cefaliche di questi insetti e alcune sostanze volatili prodotte dalle specie del genere Ophrys. 
In particolare A. sabulosa è stata segnalata quale insetto impollinatore di Ophrys fusca subsp. sabulosa.